# Lijst van Tunesische plaatsen
Hier volgt een alfabetische lijst met plaatsen in Tunesië, inclusief spellingvarianten en historische namen. Onder "plaatsen" kunnen in deze context steden, dorpen, archeologische sites, meren, bergen, rivieren, oases, enzovoorts worden verstaan. Er zijn vaak veel alternatieve transcripties voor het Arabisch en het is de bedoeling dat die hier zo uitputtend mogelijk worden vermeld.

## A
- Agareb
- Aïn Djeloula
- Aïn Draham
- Ajim (Djerba)
- Akouda
- Alaâ
- Al-Djam
- Al-Djem
- Al-Ghriba
- Al-Griba
- Al-Jam
- Al-Jem
- Al-Kantara
- Al-Qantara
- Amiret El Fhoul
- Amiret El Hojjaj
- Amiret Touazra
- Aousja
- Ariana
- Azmour

## B
- Bargou
- Béja
- Bekalta
- Bembla-Mnara
- Ben Arous
- Ben Gardane
- Benen Bodher
- Béni Khalled
- Beni Khedache
- Béni Khiar
- Beni Hassen
- Beni M'Tir
- Bir Ali Ben Khélifa
- Bir El Hafey
- Bir Lahmar
- Bir Mcherga
- Bizerte
- Borj El Amri
- Bouficha
- Bouhjar
- Bou Argoub
- Bou Hajla
- Bou Merdes
- Bradaa
- Bulla Regia
- Bur Al-Kantaoui
- Bur El-Kantaoui

## C
- Cap Bon
- Carthago
- Cebalet
- Chebba
- Chebika
- Chenini Nahal
- Chihia
- Chott Al-Djerid
- Chott El-Djerid
- Chott Al-Gharsa
- Chott El-Gharsa
- Chott Al-Jerid
- Chott El-Jerid
- Choumt Souk
- Choumt Souq

## D
- Dahmani
- Dar Allouch
- Dar Chaabane
- Degache
- Dehiba
- Den Den
- Djebel Chambi
- Djedeida
- Djemna
- Douar Hicher
- Dougga
- Douz

## E
- Echrarda
- El Ain
- El Alia
- El Aroussa
- El Battan
- El Bradâa
- El-Djam
- El-Djem
- El Djem
- El-Jam
- El-Jem
- El Fahs
- El-Griba
- El Golâa
- El Hamma
- El Haouaria
- El Hencha
- El-Kantara (Tunesië)
- El-Qantara (Tunesië)
- El Kef
- El Krib
- El Ksar
- El Ksour
- El Maâmoura
- El Masdour
- El Mida
- El Mourouj
- Enfidha
- Essouassi
- Ettadhamen-Mnihla
- Ezzahra
- Ezzouhour

## F
- Fériana
- Fernana
- Foum Al-Tataouine
- Foum El-Tataouine
- Foussana

## G
- Gaâfour
- Gabès
- Gafsa
- Ghannouch
- Ghardimaou
- Ghar El-Melh
- Ghraïba
- Goubellat
- Gremda
- Grombalia

## H
- Hadrumetum
- Haffouz
- Haïdra
- Hajeb El Ayoun
- Hamet Jerid
- Hammam Chott
- Hammam Ghezèze
- Hammam Lif
- Hammam Sousse
- Hamamat
- Hamamet
- Hammamat
- Hammamet
- Hebira
- Hergla
- Houmt Souk
- Houmt Souq
- Hunerikopolis

## I
- Ichkeul nationaal park

## J
- Jebel Chambi
- Jebiniana
- Jedelienne
- Jemmal
- Jendouba
- Jérissa
- Jilma
- Justinianopolis

## K
- Kairouan
- Kairouaan
- Kairuan
- Kairuaan
- Kalâa Kebira
- Kalâa Seghira
- Kalaat es Senam
- Kalâat Khasba
- Kasserine
- Kebili
- Kelibia
- Kerkenna
- Kerkenna Eilanden
- Kerkennah
- Kerkennah Eilanden
- Kerker
- Kesra
- Khniss
- Kondar
- Korba
- Korbous
- Ksar Hellal
- Ksibet El Mediouni
- Ksibet Thrayet
- Ksour Essef

## L
- La Goulette
- La Marsa
- Lemta
- La Soukra
- Le Bardo
- Le Kram

## M
- Magel Bel Abbès
- Mahares
- Mahdia
- Majaz al Bab
- Maktar
- Manouba
- Mareth
- Mateur
- Matmata
- Mdhila
- Médenine
- Mégrine
- Meknassy
- Melloulèche
- Menzel Abderrahmane
- Menzel Bourguiba
- Menzel Bouzaiane
- Menzel Bouzelfa
- Menzel Chaker
- Menzel Ennour
- Menzel Farsi
- Menzel Hayet
- Menzel Horr
- Menzel Jemil
- Menzel Kamel
- Menzel Mehiri
- Menzel Salem
- Menzel Temime
- Metlaoui
- Metline
- Métouia
- Mezzouna
- Midoun (Djerba)
- Mohamedia-Fouchana
- Moknine
- Monastir
- Mornag
- Mornaguia
- Moularès
- M'saken
- Messaadine

## N
- Nabeul
- Nadhour
- Nafta (stad)
- Nasrallah (stad)
- Nefza
- Nebeur
- Nouvelle Matmata

## O
- Oudhref
- Oued Ellil
- Oued Melliz
- Ouled Chamekh
- Ouled Haffouz
- Ouerdanin
- Oueslatia

## P
- Port Al-Kantaoui
- Port El-Kantaoui

## R
- Radès
- Raf Raf
- Raoued
- Ras Jebel
- Redeyef
- Regueb
- Rejiche
- Remada
- Rouhia

## S
- Sahara
- Sahel
- Sahline-Moôtmar
- Sakiet Eddaïer
- Sakiet Ezzit
- Sakiet Sidi Youssef
- Sayada
- Sbeitla
- Sbiba
- Sbikha
- Sejnane
- Sers (stad) Sers
- Sfax
- Sidi Ali Ben Aoun
- Sidi Alouane
- Sidi Ameur
- Sidi Bennour
- Sidi Bou Ali
- Sidi Bou Rouis
- Sidi Boe Said
- Sidi Bou Said
- Sidi Bu Said
- Sidi Bouzid
- Sidi El Hani
- Sidi Hassine
- Sidi Thabet
- Siliana
- Sjott al-Djerid
- Skhira
- Souk Lahad
- Soliman (Stad) Soliman
- Somâa
- Sousse
- Soussa

## T
- Tabarka
- Tajerouine
- Takelsa
- Tataouine
- Tazerka
- Téboulba
- Tebourba
- Téboursouk
- Testour
- Thala (stad) Thala
- Thélepte
- Tinja
- Touiref
- Touza
- Tozeur
- Tunis

## Z
- Zaafrane
- Zaghouan
- Zahret Medien
- Zaouiet Djedidi
- Zaouiet Kontoch
- Zaouiet Sousse
- Zarat
- Zaris
- Zéramdine
- Zriba